# Midnight Museum
Midnight Museum (พิพิธภัณฑ์รัตติกาล) é uma série de televisão tailandesa de thriller de fantasia sobrenatural, estrelada por Thanapob Leeratanakachorn (Tor) e Atthaphan Phunsawat (Gun). Em novembro de 2022, o trailer foi lançado durante o evento "Diversely Yours" da GMMTV no Union Hall, Banguecoque. Em 6 de março de 2023, a série estreou no GMM 25 e VIU.

## Sinopse
Dome (Gun Atthaphan) trabalha como barista em um café que está prestes a fechar. Ele recebe uma oferta de emprego inesperada de um visitante regular, Khatha (Tor Thanapob). O trabalho é em um museu estranho que abre somente após o pôr do sol. Dome, que tinha poucas opções, aceita a oferta de Khatha após refletir. Em seu primeiro dia, um funcionário o informa que o museu é mal-assombrado e o alerta para não entrar na Zona 16. Dome fica curioso e, por tentação, invade a Zona 16. Incidentes bizarros acontecem, causando danos que Khatha tenta conter. No entanto, Dome inadvertidamente libera uma criatura, e quase todos os bens dentro do museu são perdidos. Dome assume a responsabilidade pelo infortúnio e, junto com Khatha, tenta recuperar os itens perdidos e devolvê-los ao seu lugar original.

## Elenco e personagens

### Principal
- Thanapob Leeratanakachorn (Tor) como Khatha
- Atthaphan Phunsawat (Gun) como Dome

### Recorrente
- Apinya Sakuljaroensuk (Saiparn) como Anthika
- Patara Eksangkul (Foei) como Triphop
- Tipnaree Weerawatnodom (Namtan) como June
- Phatchatorn Thanawat (Ployphach) como Bam
- Tawan Vihokratana (Tay) como Boon

### Convidado
- Thanaboon Kiatniran (Aou) como Jib (colega de trabalho de Dome)
- Chayakorn Jutamas (JJ) como Boss (amigo de Jib)
- Thanat Lowkhunsombat (Lee) como Fantasma
- Thanawin Pholcharoenrat (Winny) como It (Ladrão)
- Chinnarat Siriphongchawalit (Mike) como ladrão
- Vachirawit Chivaaree (Bright) como Moth
- Chayanit Chansangavej (Pat) como Rinlada Phitkosol (Rin)
- Way-Ar Sangngern (Joss) como Zen
- Thanathat Tanjararak (Indy) como Jay
- Bhobdhama Hansa (Java) como Auto
- Pawin Kulkaranyawich (Win) como Game
- Tharatorn Jantharaworakarn (Boom) como Danuphong Udomsin (Dome)
- Yongwaree Anilbol (Fah) como Ing
- Pimthong Washirakom (Dao) como Nisa
- Nophand Boonyai (On) como Kong
- Tontawan Tantivejakul (Tu) como Bee
- Worranit Thawornwong (Mook) como Ratchanee
- Korapat Kirdpan (Nanon) como Ton/The One/Dome
- Benyapa Jeenprasom (View) como Anne
- Sivakorn Lertchuchot (Guy) como Soldado
- Jiruntanin Trairattanayon (Mark) como Phone
- Panachai Sriariyarungruang (Junior) como Nonthakon Phanpho (Tum)

## Produção
Em 6 de março de 2023, todas as segundas e terças-feiras às 18h30, horário da Tailândia, a série foi lançada na GMMTV e na plataforma de streaming VIU. A GMMTV reuniu muitos dos principais artistas tailandeses em um projeto poderoso. Cada artista em participação especial representa um elemento sobrenatural associado aos itens do museu.

## Recepção
Os papéis especiais de vários artistas nesta série sobrenatural receberam uma recepção calorosa e ganharam uma audiência decente. Foi dublado em vários idiomas e lançado com legendas no VIU em Singapura e Indonésia.

## Classificações e classificações de audiência

### Média de audiência na TV
- O número azul representa as classificações mais baixas e o número vermelho representa as classificações mais altas na Tailândia.

| Episódio            | Data de Transmissão Original | Participação Média da Audiência |
| ------------------- | ---------------------------- | ------------------------------- |
| 1                   | 6 de março de 2023           | 0.097%                          |
| 2                   | 7 de março de 2023           | 0.118%                          |
| 3                   | 13 de março de 2023          | 0.096%                          |
| 4                   | 14 de março de 2023          | 0.088%                          |
| 5                   | 20 de março de 2023          | 0.080%                          |
| 6                   | 21 de março de 2023          | 0.088%                          |
| 7                   | 27 de março de 2023          | 0.144%                          |
| 8                   | 28 de março de 2023          | 0.064%                          |
| 9                   | 3 de abril de 2023           | 0.1%                            |
| 10                  | 4 de abril de 2023           | 0.1%                            |
| Classificação média | Classificação média          | 0.098%                          |

↑1 Com base na média de audiência por episódio.